# 경찰수업
《경찰수업》은 2021년 8월 9일부터 2021년 10월 5일까지 방송된 KBS 2TV 월화 드라마이다.

## 기획 의도
온몸 다 바쳐 범인을 때려잡는 형사와 똑똑한 머리로 모든 일을 해결하는 해커 출신 학생이 경찰대학교에서 스승과 제자의 신분으로 만나 함께 부대끼면서 공조 수사를 펼치는 좌충우돌 캠퍼스 스토리

## 방송 시간
| 방송 채널 | 방송 기간                                            | 방송 시간                           | 방송 분량 |
| --------- | ---------------------------------------------------- | ----------------------------------- | --------- |
| KBS 2TV   | 2021년 8월 9일 ~ 2021년 10월 5일 [1회~16회] (본방송) | 매주 월요일, 화요일 밤 9:30 ~ 10:40 | 70분      |

## 등장 인물
(†) 드라마 상 최종적으로사망한인물이다

### 주요 인물
- 진영 : 강선호(20세) 역 021107

굴러온 돌이라서 그랬을까, 얹혀산 놈이라서 그랬을까. 선호에겐 욕심도, 취향도, 꿈도 없었다. 무색. 무취. 무미. 그게 선호의 인생이었다. 그렇게, 고요한 호수 같던 선호의 마음에 어느 날 하나의 돌이 날아들었다. 다름 아닌 첫사랑. 그녀를 만난 후부터 무채색이던 선호의 인생이 하나씩 물들기 시작했다. 처음으로 욕심이 생겼다. 그렇게, 경찰대학에 지원했다. 그런데. 예상치 못한 사건이 터졌다. 그리고, 그 사건 끝에 만나게 된 한 사람. 유동만 형사. 동만은 선호를 질책하기도, 쫓아내기도, 또 구원해주기도 한다. 그렇게, 자꾸만 동만과 꼬이고 엮이는 선호인데.. 그러던 사이, 선호에겐 하나둘씩 포기할 수 없는 것들이 생겨난다. 어느새, 선호의 색깔이 생긴지도 모르겠다.
- 차태현 : 유동만 (남, 42세) 역

까칠한 수염, 덥수룩한 머리, 플어진 셔츠, 사연많은 눈빛. 숨김 없고, 재지 않고, 오직 직구만 던진다. 거기에 숨겨진 속뜻 따윈 없다. 그래서 치인다. 투박하게 던진 진심에, 예상치 못한 본심에 순경부터 시작해 지구대부터 강력반, 사이버수사대 등 전국 각지, 각 부서를 돌며 형사 밥만 20년을 먹었다. 한번 마음먹으면 앞만 보며 질주하는 열혈 형사. 그런 그가 2년 동안 죽어라 쫓은 불법도박단 사건! 곧 놈들을 소탕할 예정이었는데! 예상치 못한 복병 때문에, 눈앞에서 범인을 놓치고 말았다. 다름 아닌 고삐리 꼴통 강선호! 앞날이 불쌍해, 훈방조치 했는데 그 녀석을 경찰대학에서 다시 만나게 됐다! 아무리 밀어내도, 어떻게든 버텨내는 끈질긴 놈. 싹쑤도 노랗고, 싸가지도 없는 줄 알았더니.. 생각보다 좀 괜찮은 놈. 그렇게 자꾸만 그놈과 엮이다보니.. 현장에서만 뛰는 줄 알았던 동만의 심장이 학교에서도 뛰기 시작했다.
- 정수정 : 오강희(20세) 역 020803

후회 없이 살기 위해 매순간을 불태운다, 앞을 가로막는 게 뭐든 간에 정의를 향해 나아간다. 나아가는 걸음엔 망설임이 없고, 마음속엔 늘 한 칼을 품고 있다. 강희의 정의 끝엔, 오랜 세월 가져온 경찰이라는 꿈이 있다. 비록 엄마가 전과4범일지라도, 그래서 모두가 강희의 꿈을 비웃었어도, 도박을 못 끊는 엄마가 매일같이 경찰서를 들락거려도, 모두 참을 수 있었지만. 강희가 가장 부끄러운 건, 엄마를 자꾸 숨기고 싶어 하는 자기 자신이었다. 그런 강희를, 더 이상 도망치지 않게 해주는 한 남자가 생겼다. 엄마도, 자기 자신도, 그 남자 옆에선 더 이상 부끄럽지가 않았다. 강희는 그렇게 혼자 꾸던 꿈을 선호와 함께 꾸기 시작한다.

### 경찰대학 신입생
- 추영우 : 박민규(20세) 역 - 법조인 집안 출신, 원칙주의자
- 이달 : 노범태(22세) 역 - 선호의 룸메이트, 3수만에 경찰대학 합격
- 유영재 : 조준욱(20세) 역
- 박승연 : 민재경(21세) 역 - 강희의 룸메이트
- 이도훈 : 차성수(20세) 역 - 민규의 룸메이트
- 정하준 : 박동구(20세) 역
- 민채은 : 안해주(20세) 역
- 아인 : 조성은(20세) 역

### 경찰대학 선배들
- 김종훈 : 한민국(22세) 역 - 3학년, 학생회장
- 김재인 : 윤나래(22세) 역 - 3학년, 유도부장
- 변서윤 : 이언주(21세) 역 - 2학년, 홍보단
- 김태훈 : 강명중(21세) 역 - 2학년, 학생회
- 유현종 : 변태주(22세) 역 - 2학년, 학생회

### 경찰대학 어른들
- 홍수현 : 최희수(42세) 역 - 유도부 담당 교수, 유도 국가대표 출신
- 이종혁 : 권혁준(42세) 역 - 법학교수, 학생회 담당 교수, 경찰대학 출신
- 강신일 : 서상학(50대) 역 - 행정학 교수, 1학년 교수부장, 과학수사연구회 담당 교수
- 서예화 : 백희(30대) 역 - 생활지도 실장
- 우용희 : 현 주임(20대) 역 - 생활지도 주임
- 신승환 : 고덕배(40대) 역 - 경찰대학 앞 고씨 비어 사장, 일명 고교수

### 지방청 사람들
- 송진우 : 박철진(36세) 역 - 서울지방청 형사1팀 경위
- 윤진호 : 최 팀장(50대) 역 - 서울지방청 형사1팀 팀장
- 최서원 : 주 경장(20대) 역 - 서울지방청 형사1팀 막내
- 유태웅 : 한정식(50대) 역 - 서울지방청 수사부장

### 선호의 가족
- 오만석 : 윤택일(50대) 역 - 윤전파사 주인, 승범과 선호의 아버지
- 최우성 : 윤승범(20세) 역 - 선호의 가장 친한 친구, 이복형제

### 강희의 가족
- 김영선 : 오정자(40대) 역 - 강희의 어머니, 도박에 단단히 빠져 도박 관련 전과만 3번

### 그 외 인물
- 미상 : 교내 사격장에서 총을 쏘고 있는 사람 역
- 미상 : 박철진을 위협하는 형사 역
- 이성우 : 장재규 역
- 강충훈 : 임 기자 역
- 미상 : 최희수의 남편 역
- 미상 : 공장장 역
- 미상 : 박 대리 역
- 미상 : 서민우 역
- 신동력 : 택시기사 성 기사 역

### 특별 출연
- 송영재
- 김광규
- 황승언 : 김은주 역 (†) - 동만의 옛 연인, 교통사고 사망

## 결방 사유
- 2021년 9월 20일 : 《추석특선영화 인피니트》 편성으로 인한 결방.
- 2021년 9월 21일 : 《추석특선영화 도굴》 편성으로 인한 결방.

## 시청률
최저 시청률과 최고 시청률은 시청률 조사회사와 지역별로 시청률에 차이가 있을 수 있습니다.
| 2021년 | 2021년   | 2021년          | 2021년        |
| 회차   | 방송일   | AGB 시청률      | AGB 시청률    |
| 회차   | 방송일   | 대한민국 (전국) | 서울 (수도권) |
| ------ | -------- | --------------- | ------------- |
| 제1회  | 8월 9일  | 5.2%            | 5.2%          |
| 제2회  | 8월 10일 | 6.5%            | 6.3%          |
| 제3회  | 8월 16일 | 6.8%            | 7.2%          |
| 제4회  | 8월 17일 | 8.5%            | 8.4%          |
| 제5회  | 8월 23일 | 6.9%            | 6.9%          |
| 제6회  | 8월 24일 | 8.3%            | 8.3%          |
| 제7회  | 8월 30일 | 6.7%            | 6.3%          |
| 제8회  | 8월 31일 | 7.1%            | 7.0%          |
| 제9회  | 9월 6일  | 6.1%            | 6.3%          |
| 제10회 | 9월 7일  | 6.9%            | 7.0%          |
| 제11회 | 9월 13일 | 5.5%            | 5.3%          |
| 제12회 | 9월 14일 | 6.5%            | 6.6%          |
| 제13회 | 9월 27일 | 5.4%            | 5.0%          |
| 제14회 | 9월 28일 | 6.0%            | 6.2%          |
| 제15회 | 10월 4일 | 5.5%            | 5.2%          |
| 제16회 | 10월 5일 | 6.3%            | 6.4%          |

## OST
다음은 오리지널 사운드트랙(OST) 싱글 앨범에 포함된 곡들이며, 정렬기준은 출시 순입니다.

### Part 1
| #            | 제목                 | 작사             | 작곡                   | 재생 시간 |
| ------------ | -------------------- | ---------------- | ---------------------- | --------- |
| 1.           | 〈Winners〉 (한승윤) | 최갑원, 굿초이스 | Zaydro, STARBUCK, JUNE | 2:54      |
| 2.           | 〈Winners (Inst.)〉  |                  | Zaydro, STARBUCK, JUNE | 2:54      |
| 총 재생 시간 | 총 재생 시간         | 총 재생 시간     | 총 재생 시간           | 6:48      |

### Part 2
| #            | 제목                            | 작사                           | 작곡         | 재생 시간 |
| ------------ | ------------------------------- | ------------------------------ | ------------ | --------- |
| 1.           | 〈별처럼 니가 내려와〉 (먼데이) | 최갑원, 굿초이스, Noheul(노을) | Noheul(노을) | 3:42      |
| 2.           | 〈별처럼 니가 내려와 (Inst.)〉  |                                | Noheul(노을) | 3:42      |
| 총 재생 시간 | 총 재생 시간                    | 총 재생 시간                   | 총 재생 시간 | 7:24      |

### Part 3
| #            | 제목                   | 작사             | 작곡                                         | 재생 시간 |
| ------------ | ---------------------- | ---------------- | -------------------------------------------- | --------- |
| 1.           | 〈Get Ready〉 (D'tour) | 최갑원, 굿초이스 | 아론킴, HILO (lsaac Han), D'tour, Walter Pok | 3:19      |
| 2.           | 〈Get Ready (Inst.)〉  |                  | 아론킴, HILO (lsaac Han), D'tour, Walter Pok | 3:19      |
| 총 재생 시간 | 총 재생 시간           | 총 재생 시간     | 총 재생 시간                                 | 6:38      |

### Part 4
| #            | 제목                     | 작사             | 작곡         | 재생 시간 |
| ------------ | ------------------------ | ---------------- | ------------ | --------- |
| 1.           | 〈다 좋으니까〉 (임한별) | 최갑원, 굿초이스 | 개미         | 3:53      |
| 2.           | 〈다 좋으니까 (Inst.)〉  |                  | 개미         | 3:54      |
| 총 재생 시간 | 총 재생 시간             | 총 재생 시간     | 총 재생 시간 | 7:48      |

### Part 5
| #            | 제목                                | 작사         | 작곡                    | 재생 시간 |
| ------------ | ----------------------------------- | ------------ | ----------------------- | --------- |
| 1.           | 〈남아있어 (Prod. by 진영)〉 (유주) | 진영         | 진영, 강명신 (CHOIGANG) | 3:46      |
| 2.           | 〈남아있어 (Prod. by 진영)(Inst.)〉 |              | 진영, 강명신 (CHOIGANG) | 3:46      |
| 총 재생 시간 | 총 재생 시간                        | 총 재생 시간 | 총 재생 시간            | 7:32      |

### 스폐셜 트랙
| #            | 제목                    | 작사             | 작곡                    | 재생 시간 |
| ------------ | ----------------------- | ---------------- | ----------------------- | --------- |
| 1.           | 〈또 다른 나〉 (빅마마) | 최갑원, 굿초이스 | 허성진, 이화            | 3:49      |
| 2.           | 〈또 다른 나 (Inst.)〉  |                  | 허성진, 이화 (CHOIGANG) | 3:49      |
| 총 재생 시간 | 총 재생 시간            | 총 재생 시간     | 총 재생 시간            | 7:38      |

### Part 6
| #            | 제목                             | 작사             | 작곡         | 재생 시간 |
| ------------ | -------------------------------- | ---------------- | ------------ | --------- |
| 1.           | 〈너에게 하고 싶은 말〉 (정동하) | 최갑원, 굿초이스 | 개미, 이준화 | 3:18      |
| 2.           | 〈너에게 하고 싶은 말(Inst.)〉   |                  | 개미, 이준화 | 3:18      |
| 총 재생 시간 | 총 재생 시간                     | 총 재생 시간     | 총 재생 시간 | 6:36      |

## 수상 경력
- 2021년 KBS 연기대상 여자 신인상 (정수정)
- 2021년 KBS 연기대상 남자 인기상 (진영)
- 2021년 KBS 연기대상 베스트 커플상 (차태현 & 진영)
- 2021년 KBS 연기대상 남자 최우수상 (차태현)

## 참고 사항
- 이달과 서예화는 2021년에 방송된 tvN 주말드라마 《빈센조》에 이어서 두번째로 의기투합하게 되었다.
- KBS 드라마본부 측에서 기획 당시에, '폴리스 아카데미'로 가닥을 잡았다가, 언어 순화 차원에서 '경찰수업'이라는 타이틀로 최종 확정하였다.
- 프로그램 기획서에 기재된 캠퍼스 드라마 '경찰수업'의 기획 의도는 다음과 같다.

단 한 번도 드라마에 등장한 적 없었던 그 장소. 국립경찰대학.
모두가 궁금했지만 함부로 들여다볼 수 없었던 그곳에선 과연 무슨 일이 벌어질까? 
여기 경찰이 되기 이전에, 한 인간으로 먼저 성장 중인 교수와 학생이 있다. 
장래희망이 빈칸으로 시작되지만, 결국엔 '경찰'로 채워지는 한 소년.
그 소년과 함께, 여러 사건을 겪으며 '경찰'의 의미를 다시금 진지하게 되새기는 한 교수.
그들이 겪는 사건, 사고, 사람, 사랑은 어느 날은 위기로. 어느 날은 좌절로. 
시시때때로 이들의 삶을 180도로 뒤흔들지만, 그럼에도 곁에 서로가 있어, 또 버티고,
다시 일어서고, 결국엔 앞으로 나아가게 만든다. 그렇게, 스승과 제자가, 
친구가 형제가 파트너가 되어간다. 
'경찰수업'은 경찰이 성장하는 이야기가 아니라. 한 사람의 건전한 인격체로 한 뼘 성장하는 과정을 그린 이야기다.
실수하고, 실패하고, 포기했다가, 다시 일어서는. 우리 모두가 아는 그 이야기.
이 이야길 통해 꿈을 꾸고, 나아가는 이들에게 위로와 응원을 보내고자 한다.
"우리 다, 그럴 때가 있었어. 그러니까 괜찮아!"

- KBS 드라마운영팀의 홍석구 팀장의 인터뷰에서, "기획 단계에서, 단 한 번도 드라마에 등장한 적 없는 경찰대학교를 배경으로 하여, '청년경찰'의 드라마판이라 불리는 캠퍼스 드라마이기 때문에, 신구세대의 신박한 조화와 순수하고 당돌한 청춘 케미스트리를 모티브로 극화한 만큼, 액션과 코미디, 휴머니즘 등 세가지 요소를 함축하여, 모든 계층이 누구나 공감할 수 있는 드라마로 방향을 잡았다"라고 덧붙였다.[2][3][4]
- KBS 드라마본부의 기민수 총괄팀장의 인터뷰에서, "당초 7월 26일부터 방송할 예정이었지만, 코로나 19 확산 및 올림픽 프로그램 편성 이슈 문제에 기인하여, 본방송 시점을 2주 간격을 맞춰서, 8월 9일로 최종 확정했다"라고 덧붙였다.

## 같이 보기
- 대한민국의 텔레비전 드라마 목록 (ㄱ)
- 2021년 대한민국의 텔레비전 드라마 목록